# Rock Island, Nunavut
Rock Island är en ö i Kanada.   Den ligger i territoriet Nunavut, i den östra delen av landet, 2 600 km norr om huvudstaden Ottawa. Arean är 13,2 kvadratkilometer.
Terrängen på Rock Island är lite kuperad. Öns högsta punkt är 356 meter över havet. Den sträcker sig 3,7 kilometer i nord-sydlig riktning, och 6,2 kilometer i öst-västlig riktning.